# Forgaria nel Friuli
Forgària nel Friuli (Forgjarie in friulano standard, Forgjaria nella  variante locale) è un comune italiano di 1 669 abitanti in Friuli-Venezia Giulia. Ha una superficie territoriale con un'altimetria che varia dai 270 m s.l.m. del centro comunale, ai 841 m s.l.m. di "Mont di prât", fino ai circa 1000 m s.l.m. di "piè di cuar" ed ai 1200 m s.l.m. circa della malga ricovero casera.

## Geografia fisica
È posto in una posizione che lo rende geograficamente particolare: difatti, pur facendo parte del Friuli Occidentale, posto al di là del Tagliamento, è sempre rimasto nella ex Provincia di Udine, passando a quella di Pordenone per solo un anno.

## Storia
Ha sempre fatto parte della provincia di Udine, tranne dal 1968 al 1969, quando ha fatto parte della provincia di Pordenone.
Nel 1976 il comune fu devastato dal terremoto del Friuli, che provocò enormi crolli e danni.

### Simboli
Lo stemma e il gonfalone sono stati concessi con decreto del presidente della Repubblica del 19 dicembre 1969. 
Lo stemma è semipartito troncato: il primo cuneato di rosso su argento; il secondo d'azzurro, alla torre merlata alla ghibellina, accollata a due gigli, passati in decusse, d'oro; il terzo d'oro, allo scaglione di nero.
Il gonfalone è un drappo troncato di nero e di bianco.

### Onorificenze
- Altra onorificenza è stata conferita al dott. Mario De Franceschi, medico condotto del paese, il quale in data 3 gennaio 1981 è stato nominato Cavaliere della Repubblica dall'allora presidente della repubblica Sandro Pertini, per meriti conseguiti durante il terremoto del 1976.

## Monumenti e luoghi d'interesse
- Chiesa di San Lorenzo Martire, costruita nel XVIII secolo al posto dell'antica pieve medievale e completamente risistemata dopo il terremoto del Friuli del 1976

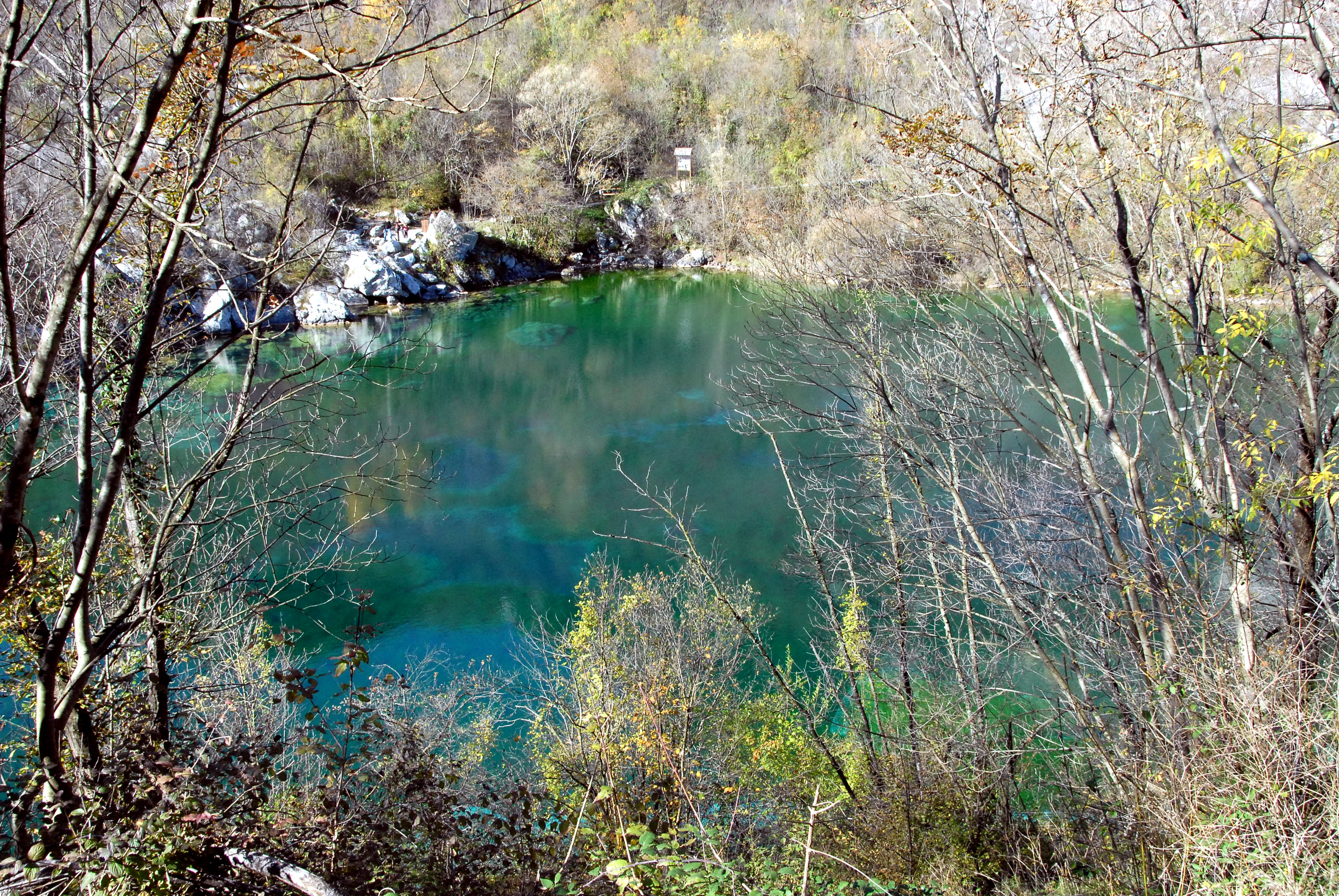
Lago di Cornino

- Altipiano del Monte Prat, raggiungibile da Forgaria (sconsigliata la via da Avasinis e Peonis), una conca naturale dove è possibile soggiornare grazie ad una casa per ferie e ad un albergo diffuso.
- Riserva naturale del Lago di Cornino, un lago fornito da sorgenti sotterranee, con un'acqua limpidissima, dove vive una flora molto particolare. A Natale si svolge una rappresentazione di un presepio subacqueo organizzata dall'A.S.D. Friulana Subacquei di Udine. Qui si attua il Progetto Grifone, un progetto ormai ben consolidato di reintegro del grifone (Gyps fulvus), un avvoltoio che in molti chiamano "Il condor di Curnin";
- Casa della manualità rurale - Geis e Riscjei, nell'abitato di Cornino, all'interno della vecchia latteria sono esposti attrezzi rappresentanti quello che riguarda la manualità di un tempo.
- Castel Raimondo, nel paese di Forgaria, un antico sito archeologico;
- San Zuan di Flavuigne, "San Giovanni di Flagogna", sulle rovine del castello, l'ancona del santo dove si svolge una festa. Raggiungibile da Flagogna tramite una mulattiera oppure tramite sentieri da Forgaria.

## Società

### Evoluzione demografica
Abitanti censiti

### Lingue e dialetti
A Forgaria nel Friuli, accanto alla lingua italiana, la popolazione utilizza la lingua friulana. Ai sensi della deliberazione n. 2680 del 3 agosto 2001 della Giunta della Regione autonoma Friuli-Venezia Giulia, il Comune è inserito nell'ambito territoriale di tutela della lingua friulana ai fini della applicazione della legge 482/1999, della legge regionale 15/1996 e della legge regionale 29/2007.

## Cultura

### Biblioteche
- Biblioteca Comunale, sulle rovine della vecchia biblioteca comunale, distrutta dal terremoto del 1976 è stata ricostruita la nuova biblioteca recentemente inaugurata e dedicata a Grazia Maria Giassi preside della scuola media del paese per molti anni e autrice di poesie.

## Infrastrutture e trasporti

### Ferrovie
Il comune è servito da 2 stazioni ferroviarie
- Stazione di Forgaria-Bagni Anduins
- Stazione di Cornino

## Amministrazione

### Sindaci dal 1995
| Periodo | Periodo   | Primo cittadino    | Partito         | Carica  | Note |
| ------- | --------- | ------------------ | --------------- | ------- | ---- |
| 1995    | 2004      | Guglielmo Biasutti | Centro sinistra | Sindaco |      |
| 2004    | 2008      | Mario Vicedomini   | Lista civica    | Sindaco |      |
| 2008    | 2018      | Pierluigi Molinaro | Lista civica    | Sindaco |      |
| 2018    | 2023      | Marco Chiapolino   | Lista civica    | Sindaco |      |
| 2023    | In carica | Pierluigi Molinaro | Lista civica    | Sindaco |      |